# Asplenium hagenii
Asplenium hagenii är en svartbräkenväxtart som beskrevs av Cornelis Rugier Willem Karel van Alderwerelt van Rosenburgh. Asplenium hagenii ingår i släktet Asplenium och familjen Aspleniaceae. Inga underarter finns listade.